# Blanchs konstsalong

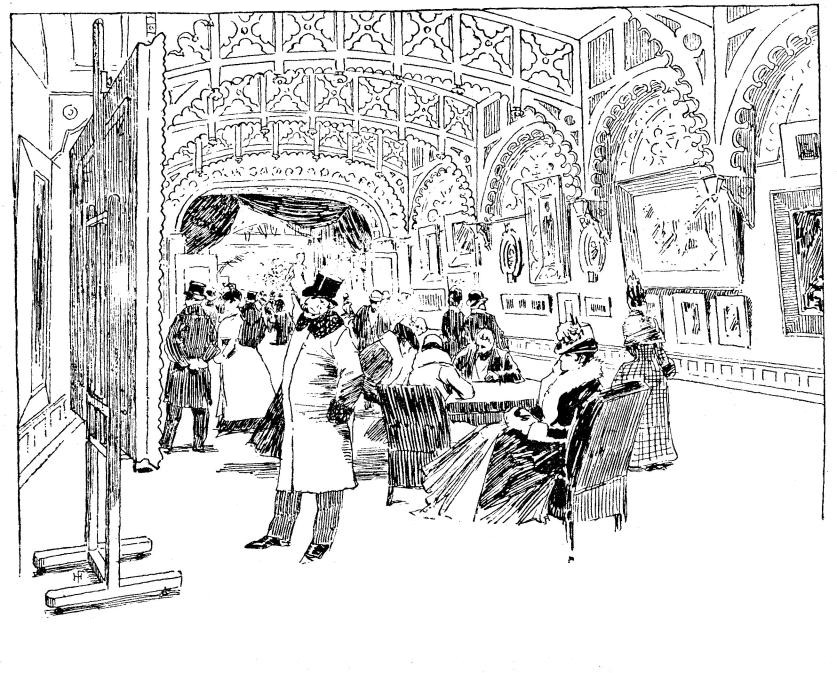
Blanchs Konstsalong 1890

Blanchs konstsalong var en konstsalong i Stockholm som grundades av Theodor Blanch 1883. Konstsalongen fanns i en lokal som Blanch tidigare drivit en teater i intill Ateljébyggnaden vid Kungsträdgården. Blanch anordnade utställningar med både svenska och utländska konstnärer. Konstsalongen blev snart en viktig "neutral" plats för olika konstgrupper och där hade både Konstakademien och Konstnärsförbundet (som motsatte sig akademien) utställningar. Salongen är mest känd för de båda utställningarna "Från Seinens strand" och "Opponenternas utställning" som ändrade svenskt konstliv 1885.
1889 övertogs lokalen av Konstföreningen i Stockholm.

1915 omvandlades lokalen till teater igen.